# Strepsylla davisae
Strepsylla davisae är en loppart som beskrevs av Traub et Johnson 1952. Strepsylla davisae ingår i släktet Strepsylla och familjen mullvadsloppor. Inga underarter finns listade i Catalogue of Life.